# Ein ferpektes Verbrechen – Crimen ferpecto
Ein ferpektes Verbrechen – Crimen ferpecto (Originaltitel: Crimen ferpecto) ist eine spanisch-italienische Filmkomödie. Sie wurde erstmals auf dem Toronto International Film Festival am 10. September 2004 aufgeführt. Im deutschsprachigen Raum wurde der Film am 1. April 2005 auf dem Stuttgart Fantasy Filmfest uraufgeführt.

## Handlung
Der Frauenheld und überzeugte Egoist Rafael González arbeitet bei Yeyo’s, einem Madrider Kaufhaus, als Leiter der Damenmode-Abteilung. Im Konkurrenzkampf um eine leitende Funktion im Kaufhaus unterliegt er seinem Mitbewerber Don Antonio. Als dies bekannt gemacht wird, nutzt Don Antonio seine neue Position als Etagenchef, um Rafael seine Demütigungen der Vergangenheit heimzuzahlen. Es kommt zwischen den beiden zu einem Kampf, in dessen Folge Don Antonio durch einen Unfall sein Leben verliert. Der Vorgang wird von der Verkäuferin Lourdes beobachtet, die Rafael fortan erpresst und sein künftiges Leben vollständig kontrolliert.

## Produktion
Der Film wurde auf 35-mm-Film in Farbe und in Cinemascope im Jahr 2003 gedreht. Der Ton ist in Dolby Digital aufgenommen worden. Das Budget des Films betrug 3,75 Millionen EUR.

## Kritiken
Für das Lexikon des internationalen Films war der Film „eine comicartig entwickelte Komödie, die mit lustvoll zelebrierten Klischees die bunte Scheinwelt des Konsums und ihre Jünger karikiert und Mittelstand- und Männerfantasien attackiert. Dabei bleibt dem Zuschauer mitunter das Lachen im Halse stecken.“
Mit Ein ferpektes Verbrechen habe Álex de la Iglesia „erneut eine boshafte Komödie über zwischenmenschliche Beziehungen und die Abgründe der menschlichen Seele“ gedreht, befand critic.de. „Im Mikrokosmos eines Kaufhauses inszeniert de la Iglesia ein perfides Spiel, das wie eine Versuchsanordnung zur zynischen Veranschaulichung der gesellschaftlichen Funktionsprinzipien im Allgemeinen wirkt. Dessen Hauptthese würde lauten: Gesellschaftlicher Status steht in unmittelbarem Zusammenhang mit dem ökonomischen und sexuellen Kapital, über das ein Individuum verfügt […] Der Fall des Helden vom Himmel in die Hölle funktioniert auch wie eine alptraumhafte Allegorie auf die Einsperrung des freien Junggesellen in das eheliche Gefängnis: der beweibte Mann verliert all sein Kapital. […] Der Epilog, der dem Film eine karnevaleske Auflösung gibt, wirkt aber zu aufgesetzt, um die turbulente Geschichte befriedigend abzurunden.“
Auf filmtipps.at wurde der Film als „absolutes Muss für Freunde des groben Humors“ bewertet.
Dietmar Kammerer von der taz war verblüfft, „wie er es schafft, en passant Alfred Hitchcock zu zitieren (Immer Ärger mit Harry), sich vor Luis Buñuel (Das verbrecherische Leben des Archibaldo de la Cruz) zu verbeugen und bei allen Referenzen einen ganz eigenen, überdrehten, rasanten visuellen Stil zu entwickeln“.

## Auszeichnungen

### Nominierung
Asociación de Cronistas Cinematográficos de la Argentina 2006
- Bester ausländischer Film in spanischer Sprache
- Álex de la Iglesia

Europäischer Filmpreis 2005
- Beste Regie – Álex de la Iglesia
- Beste Darstellerin – Mónica Cervera

Fotogramas de Plata 2005
- Bester Filmschauspieler (Mejor actor de cine) – Guillermo Toledo

Goya 2005
- Bester Hauptdarsteller – Guillermo Toledo
- Bester Nebendarsteller – Luis Varela
- Beste Nachwuchsdarstellerin – Mónica Cervera
- Bester Ton – Sergio Bürmann, Jaime Fernández, Carlos Schmukler
- Beste Spezialeffekte – Juan Ramón Molina, Félix Bergés
- Beste Produktionsleitung – Juanma Pagazaurtundua

Marrakech International Film Festival 2004
- Álex de la Iglesia

Asociación Nacional de Actores 2005
- Beste Darstellerin – Mónica Cervera

### Auszeichnung
Festival du Film Policier de Cognac 2005
- Grand Prix
- Publikumspreis